# 兴隆乡 (靖远县)
兴隆乡，是中华人民共和国甘肃省白银市靖远县下辖的一个乡镇级行政单位。

## 行政区划
兴隆乡下辖以下地区：
营坪村、新民村、腰站村、怀星村、小川村、川口村、马尾村和大庙村。